# تاريخ الفصام
صاغ الطبيب النفسي السويسري يوجين بليولر كلمة الفصام في 1908، لوصف انفصال وظائف الشخصية والتفكير والذاكرة والإدراك الحسي. قُدم المصطلح في 24 أبريل 1908 في محاضرة ألقيت في مؤتمر للطب النفسي في برلين وفي منشور في نفس العام. وسع بليولر لاحقًا مفهومه الجديد للمرض في أُفرودة نشرها في 1911، ولم تترجم إلى الإنجليزية حتى 1950.
وفقًا للبعض، كان المرض موجودًا دومًا لكنه «اكتُشف» خلال أوائل القرن العشرين. تعتمد إمكانية تصديق هذا الادعاء على نجاح التشخيص الرجعي لحالات جنون سابقة على أنها «فصام». وفقًا لآخرين، يُسمي «الفصام» مجموعة محددة ثقافيًا من الأعراض العقلية. ما نعرفه على وجه اليقين هو أن المفهوم القديم للجنون قُسم في مطلع القرن العشرين إلى «أمراض» (ذهان) مثل جنون الارتياب والخرف المبكر والجنون الهوسي الاكتئابي والصرع (تصنيف إميل كريبيلن). أعيدت تسمية الخرف المبكر ليصبح انفصام الشخصية، وأُعيدت تسمية جنون الارتياب فأصبح الاضطراب الوهامي وبات الجنون الهوسي الاكتئابي يدعى الاضطراب ثنائي القطب (نُقل الصرع من الطب النفسي إلى طب الأعصاب). إن «الأعراض العقلية» المدرجة تحت مفهوم الفصام حقيقية وتسبب المعاناة وستحتاج دائمًا إلى الفهم والعلاج. مع ذلك، تظل أهمية المفهوم التاريخي المسمى حاليًا «الفصام» في تحقيق هذا الهدف العلاجي أمرًا مثيرًا للجدل.

## التشخيص في العصور القديمة
يُعتقد أن الروايات التي تصف متلازمة تشبه الفصام نادرة في السجلات التاريخية قبل القرن التاسع عشر، على الرغم من أن التقارير عن السلوك غير العقلاني أو غير المفهوم أو غير المنضبط كانت شائعة. فُسرت الملاحظات الموجزة في بردية إبيرس المصرية القديمة بأنها تشير إلى الفصام، لكن المراجعات الأخرى لم تقترح أي صلة بذلك. أشارت مراجعة للأدب اليوناني والروماني القديم إلى عدم وجود أي رواية تصف حالة تفي بمعايير الفصام، رغم ورود وصف للذهان.
أُبلغ عن معتقدات وسلوكيات ذهانية غريبة مشابهة لبعض أعراض الفصام في الأدبيات الطبية والنفسية العربية خلال العصور الوسطى. على سبيل المثال، وصف ابن سينا في القانون في الطب حالة تشبه الفصام إلى حد ما أطلق عليها اسم الجنون المفرط، وميزها عن أشكال أخرى من الجنون مثل الهوس وداء الكلب والذهان الهوسي الاكتئابي. مع ذلك، لم يُبلغ عن أي حالة تشبه الفصام في كتاب الجراحة الإمبراطورية لشرف الدين صابونجي أوغلي، وهو كتاب دراسي طبي عثماني رئيسي في القرن الخامس عشر. بالنظر إلى الأدلة التاريخية المحدودة، قد يكون الفصام (بانتشاره الحالي) ظاهرة حديثة، أو أنه حُجب في الكتابات التاريخية من خلال مفاهيم ذات صلة مثل السوداوية أو الهوس.

## التطور المفاهيمي

### المفاهيم السابقة المؤثرة
يُنظر إلى تقرير حالة مفصل نُشر في 1809 قدمه جون هاسلام وتناول فيه حالة جيمس تيلي ماثيوز، ورواية أخرى منفصلة قدمها فيليب بينيل نُشرت أيضًا في 1809على أنهما أقدم حالتي فصام في الأدبيات الطبية والنفسية. دخل المصطلح اللاتيني الخرف المبكر الطب النفسي في 1886 في كتاب دراسي لطبيب مأوى الأمراض العقلية هاينريش شول (1840-1916) من مأوى إليناو في بادن. استُخدم المصطلح للإشارة إلى الأفراد المستعدين وراثيًا الذين «تحطموا على جروف البلوغ» وأصيبوا بالخرف الحاد، بينما أُصيب آخرون بالحالة المزمنة التي تسمى الفصام الفندي. استشهد إميل كريبيلن بكتاب شول الصادر في 1886، واستخدم الاستشهاد في الطبعة الثانية من كتابه «علم النفس» الصادرة عام 1887، وبالتالي، كان على دراية بهذا المصطلح قبل ست سنوات على الأقل من تبنيه له. ظهر المصطلح لاحقًا في 1891 في تقرير حالة نشره أرنولد بيك، وجادل من خلاله بأن الفصام الفندي يجب أن يُعتبر شكلًا من أشكال الخرف المبكر. استخدم كريبيلن المصطلح أول مرة في 1893. قدم إميل كريبيلن في 1899 تفريقًا جديدًا واسع الطيف ضمن «تصنيف الاضطرابات العقلية» بين الخرف المبكر والاضطراب المزاجي (المسمى الهوس الاكتئابي الذي يشمل الاكتئاب أحادي القطب وثنائي القطب). يعتقد كريبيلن أن الخرف المبكر ينتج عن عملية جهازية أو «جسمية كاملة» كامنة مدى الحياة ذات طبيعة أيضية تؤثر في النهاية على عمل الدماغ في سلسلة حاسمة نهائية. بالتالي، كان يعتقد أن الجسم بأكمله - جميع الأعضاء والغدد والجهاز العصبي المحيطي - متورط في العملية المرضية الطبيعية. على الرغم من أن كريبيلن استخدم مصطلح «الخرف»، كان الاستخدام مرادفًا «للضعف العقلي» و«العيب العقلي» و«التدهور العقلي»، لكنه ميزه عن الاستخدامات الأخرى لمصطلح الخرف، كداء ألزهايمر الذي يظهر في وقت لاحق من الحياة. استخدم بينيديكت موريل في 1853 مصطلح الخرف المبكر لوصف مجموعة من المرضى الشباب الذين كانوا يعانون من «الذهول». يعتبر البعض أول استخدام لهذا المصطلح بمثابة الاكتشاف الطبي للفصام. مع ذلك، استخدم موريل العبارة بمعنى وصفي بحت ولم يكن ينوي تحديد فئة تشخيصية جديدة. واختلف مفهومه التقليدي للخرف اختلافًا كبيرًا عن ذلك المستخدم في النصف الأخير من القرن التاسع عشر. أخيرًا، لا يوجد دليل على تأثير الخرف المبكر لموريل على التطور اللاحق لمفهوم الخرف المبكر لأرنولد بيك أو إميل كريبيلن.
لقي تصنيف كريبيلن القبول ببطء. ظهرت اعتراضات على استخدام مصطلح «الخرف» في حالات يمكن الشفاء منها، ودافع آخرون عن التشخيصات السابقة مثل جنون المراهقين. قُدم مفهوم جنون المراهقين أو الجنون النمائي من قبل الطبيب النفسي الإسكتلندي السير توماس كلوستون في 1873، واصفًا حالة ذهانية تصيب عمومًا أولئك الذين تتراوح أعمارهم بين 18-24 عامًا، وخاصة الذكور، وتحولت في 30% من الحالات إلى «خرف ثانوي».

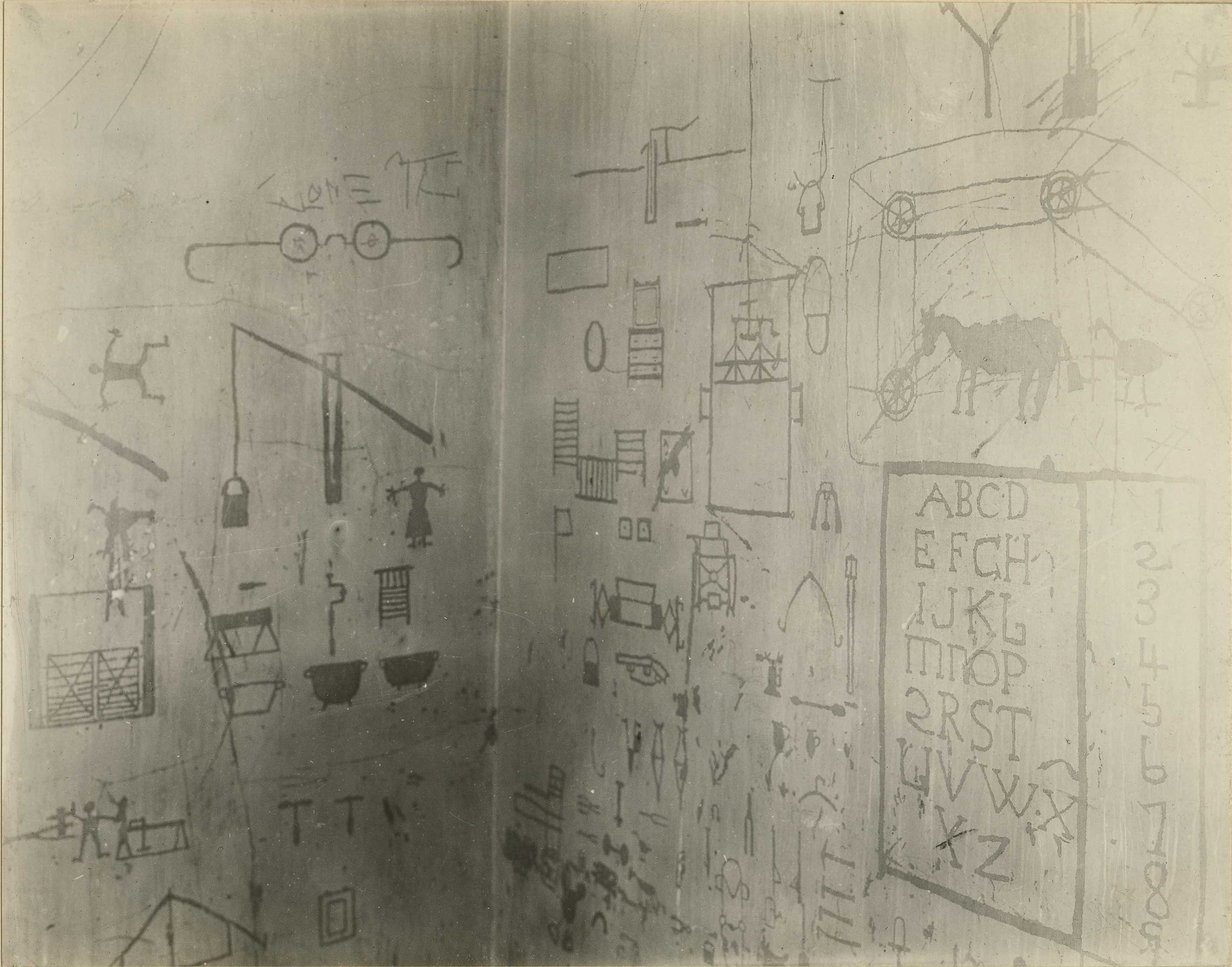
رسومات عبارة عن خدش على الحائط في مستشفى سانت إليزابيث رسمها سجين يعاني من "حالة اضطراب عقلي مزعج.

### الصياغة في 1908
صاغ يوجين بليولر كلمة الفصام – التي تعنى إلى حد ما «انقسام العقل» وتأتي من أصل يوناني - في 1908 وكان الهدف منها وصف انفصال وظائف الشخصية والتفكير والذاكرة والإدراك الحسي. وصف بليولر الأعراض الرئيسية بأنها أربعة: تبلد المشاعر والتوحد وضعف ترابط الأفكار والتناقض. أدرك بليولر أن المرض لم يكن خرفًا لأن بعض مرضاه تحسنوا ولم يتدهورا، واقترح مصطلح الفصام. مع ذلك، لم يقبل الكثيرون في ذلك الوقت أن الانفصام أو التفارق كان وصفًا مناسبًا، وسيكون للمصطلح لاحقًا أهمية باعتباره مصدرًا للارتباك والوصمة أكثر من كونه مصطلحًا علميًا.
في الثقافة الشعبية، يُعتقد أن مصطلح الفصام يعني أن المصابين بالمرض لديهم «شخصية منقسمة». في الطب النفسي المعاصر، لا ينطوي الفصام على وجود شخصيات متعددة ومختلفة عند المريض. ينشأ الارتباك الوصمي بشكل جزئي بسبب استخدام بليولر نفسه لمصطلح الفصام، والذي أوحى للكثيرين بوجود انقسام في العقل، بالإضافة إلى أنه وثق عددًا من الحالات التي ظهر فيها انقسام الشخصية ضمن كتابه الكلاسيكي الذي وصف الفصام في 1911. ظهر أول استخدام معروف للمصطلح بمعنى «الشخصية المنقسمة» من قبل عالم النفس جي ستانلي هول في 1916، ويوجد عدد كبير من النفسانيين والأطباء النفسيين في أوائل القرن العشرين الذين استخدموا المصطلح بهذا المعنى (يشير البعض إلى جيكل وهايد) قبل رفض هذا الاستخدام لاحقًا.